# Бойцов, Филипп Степанович
Фили́пп Степа́нович Бойцо́в (1917—1999) — советский лётчик-штурмовик, Герой Советского Союза (1945).

## Биография
Родился в 1917 году в деревне Раслово (ныне — Мытишинского сельсовета Угранского района). Окончил неполную среднюю школу и в 1936 году уехал в Москву. В Москве же, после окончания учёбы в аэроклубе, за успехи был направлен в военно-авиационное училище.

### Великая Отечественная война
Филипп Степанович Бойцов был призван в первые дни начавшейся войны. Воевал на Западном, Юго-Западном, Сталинградском, Южном, 4-м Украинском и 3-м Белорусском фронтах. Летал на самолётах «По-2» и «Ил-2». Совершил более 530 боевых вылетов.

## Награды
Указом Президиума Верховного Совета СССР от 23 февраля 1945 года за образцовое выполнение заданий командования и проявленные мужество и героизм в боях с немецко-фашистскими захватчиками гвардии старшему лейтенанту Бойцову Филиппу Степановичу присвоено звание Героя Советского Союза с вручением ордена Ленина и медали «Золотая Звезда» (N 6237).
- Орден Ленина.
- Три ордена Красного Знамени.
- Орден Богдана Хмельницкого III степени.
- Орден Александра Невского